# Св. св. Теодор Тирон и Теодор Стратилат (Костур)
„Св. св. Теодор Тирон и Теодор Стратилат“ (на гръцки: Αγίου Θεοδώρων) е православна църква в енория Варлаам на град Костур (Кастория), Егейска Македония, Гърция. Храмът е част от Костурската епархия.

## Местоположение
Църквата е разположена във Варлаамската енория.

## Архитектура
В архитектурно отношение е трикорабна базилика с минимална фасада и дървен покрив.

## История
Според ктиторския надпис църквата е обновена през май 1882 година. Дървеният иконостас и иконите на него са от 1896 година.
В 1991 година храмът е обявен за защитен паметник.